# SN 1921B
SN 1921B – supernowa typu II odkryta w kwietniu 1921 roku w galaktyce NGC 3184. Jej maksymalna jasność wynosiła 13,50m.